# Raión de Apsheronsk
El raión de Apsheronsk (del ruso: Апшеронский район) es uno de los treinta y siete raiones en los que se divide el krai de Krasnodar, en Rusia. Está situado en el área central meridional del krai. Limita al sur con el ókrug urbano de la ciudad de Sochi, al suroeste con el raión de Tuapsé, al noroeste con el ókrug urbano de Goriachi Kliuch, al norte con el raión de Beloréchensk y al este con el raión de Maikop de la república de Adiguesia. Tiene una superficie de 2 443.2 km² y contaba con una población de 97 396 habitantes en 2010 Su centro administrativo es Apsheronsk.
Abarca la zona premontañosa y las cumbres de mediana altura (100 m - 500 m) de la vertiente norte del Cáucaso occidental. En la parte sur y sureste se hallan cumbres más altas (1000 m -1500 m).

## Historia
El 2 de junio de 1924 fue creado dentro del ókrug de Maikop del óblast del Sudeste el raión de Apsheronsk-Jadyzhensk, con centro en la stanitsa Apsheronskaya. Pertenecían en un inicio los disueltos volosts de Apsheronskaya, Jadyzhénskaya y Guriskaya del otdel de Maikop del óblast de Kubán-Mar Negro. Inicialmente, el raión estaba compuesto por los selsovets Abjazski, Apsheronski, Goitj, Gunaiski, Yelizavetpolski, Imeretinski, Kabardinski, Kosiakinski, Kubanski, Kubanski Pervi, Lineini, Maineftepri, Neftiani, Samurski, Tverski, Jadyzhenski, Chernígovski y Shirvanski. 
El 16 de noviembre del mismo año, el raión entra a formar parte del krai del Cáucaso Norte. A principios de 1925 su nombre fue cambiado a raión de Jadyzhensk y su centro pasó a ser Jadyzhénskaya. El 10 de marzo de 1925 se creó el raión nacional armenio con centro en Yelizavetpolskoye. El 31 de diciembre de ese año el centro del raión pasó a ser Tvérskaya y el distrito pasó a ser conocido como raión de Tvérskaya. El 28 de febrero de 1928 la cabeza de distrito vuelve a la stanitsa Apsherónskaya, y la región recibe el nombre actual.
El 1 de noviembre de 1935 el asentamiento de trabajo de Neftegorsk fue designado ciudad, el raión era anulado, y todo su territorio subordinado al selsovet montañés de Neftegorsk. El 26 de marzo de 1939 la ciudad de Neftegorsk fue de nuevo designada asentamiento de trabajo, y el raión fue llamado raión de Neftegorsk con centro en el asentamiento de trabajo de Apsheronsk, como parte del krai de Krasnodar. El 16 de agosto de 1940, el raión era dividido entre el raión de Apsheronsk (centro en Apsheronsk) y el selsóvet montañés de Neftegorsk (centro en Jadyzhensk). El 22 de agosto de 1953 en la composición del raión de Apsheronsk entraron cuatro selsoviets del anulado raión armenio: Kubano-Armianski, Rezhetski, Tubinski y Chernígovski. El 25 de diciembre de 1956 era anulado el raión montañés de Neftegorsk, pasando su territorio a formar parte del raión de Apsheronsk. El 1 de febrero de 1963 todos los selsovets del raión pasaban a formar parte del raión de Beloréchensk, formándose con el municipio de Apsheronsk y el raión de Goriachi Kliuch, el raión industrial de Apsheronsk. El 12 de enero de 1965 el raión industrial fue disuelto, y se restableció el raión de Apsheronsk al que se agregó el territorio del raión de Goriachi Kliuch hasta que en 1975, esta ciudad fue elevada al rango de ciudad de subordinación al krai, con lo que su territorio fue separado del raión.

## Demografía
| Año  | Población |
| ---- | --------- |
| 1959 | 93 911    |
| 1970 | 136 398   |
| 1979 | 85 701    |
| 1989 | 86 059    |
| 2002 | 95 048    |
| 2009 | 96 911    |
| 2010 | 97 396    |

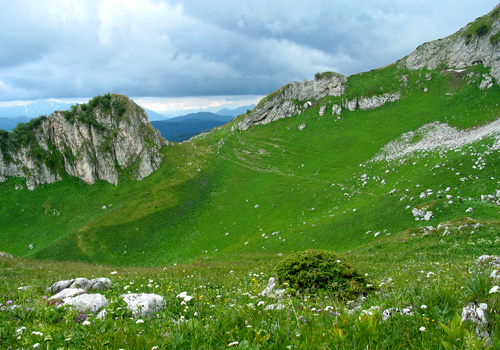
Prados alpinos en el raión.

El 68.7 % de la población es urbana, mientras que el 31.3 % es rural.

## División administrativa
El raión está dividido en 3 municipios urbanos y 9 municipios rurales, que engloban 52 localidades:
| Municipios de tipo urbano       | Poblaciones* |
| ------------------------------- | --- |
| Municipio urbano Apsheronskoye  | - ciudad Apsheronsk - jútor Spásov - jútor Zazulin - jútor Tsurevski                                                                            |
| Municipio urbano Jadyzhénskoye  | - ciudad Jadyzhensk - jútor Krásnaya Gorka - jútor Páporotni - jútor Travaliov                                                                  |
| Municipio urbano Neftegórskoye  | - asentamiento de tipo urbano Neftegorsk - stanitsa Neftianaya - jútor Nikoláyenko - jútor Podolski                                             |
| Municipios de tipo rural        | |
| Municipio rural Kabardínskoye   | - stanitsa Kabardínskaya - posiólok Asfáltovaya Gorá                                                                                            |
| Municipio rural Kubánskoye      | - stanitsa Kubánskaya - selo Vperiod - jútor Zarechni - posiólok Yérik - jútor Kalínina - jútor Malko                                           |
| Municipio rural Kurinskoye      | - stanitsa Kurinskaya - jútor Gorodok - posiólok Stantsionni - jútor Stari Kurinski                                                             |
| Municipio rural Mezmáiskoye     | - posiólok Mezmái - stanitsa Temnoléskaya |
| Municipio rural Nizhegoródskoye | - stanitsa Nizhegoródskaya - jútor Guamka - jútor Krasni Daguestán                                                                              |
| Municipio rural Novopoliánskoye | - posiólok Novye Poliany - jútor Godovnikov - jútor Gorni Luch - stanitsa Samúrskaya - stanitsa Shirvanskaya - posiólok Shirvanskaya Vodokachka |
| Municipio rural Otdaliónnoye    | - posiólok Otdalionni - jútor Vérjniye Tuby - posiólok Novi Rezhet - posiólok Rezhet - posiólok Tuby                                            |
| Municipio rural Tvérskoye       | - stanitsa Tvérskaya - jútor Akredasov - jútor Yelinski - jútor Zajárov - stanitsa Lesogórskaya - stanitsa Linéinaya - selo Osínovskoye         |
| Municipio rural Chernígovskoye  | - selo Chernígovskoye - jútor Armianski - jútor Desiati Kilometr - jútor Kushinka - selo Prigórnoye                                             |

*Los centros administrativos están resaltados en negrita.

## Economía
La industria de la región está representada por unas 260 empresas, dedicadas principalmente a la construcción de maquinaria (para la industria petrolífera, maquinaria agrícola), al labrado de metales, a la tala de árboles y al procesado de madera (69 % de las empresas), así como a la industria alimentaria (harinas, dulces, pasta, cerveza, vino y bebidas no alcohólicas).